# الک بالدوین
الکساندر ری بالدوین سوم (انگلیسی: Alexander Rae Baldwin III؛ زادهٔ ۳ آوریل ۱۹۵۸) بازیگر، نویسنده، کمدین و تهیه‌کنندهٔ فیلم آمریکایی است. او بزرگ‌ترین فرزند از چهار برادر بازیگر خانوادهٔ بالدوین است. بالدوین در طول حرفهٔ خود افتخارات گوناگونی از جمله سه جایزهٔ گلدن گلوب و سه جایزهٔ امی کسب کرده‌است و علاوه بر این، نامزد دریافت یک جایزهٔ اسکار نیز شده‌است.
بالدوین در اوایل فعالیت حرفه‌ای خود در فیلم‌های گوناگونی از جمله بیتل‌جوس (۱۹۸۸) ساختهٔ تیم برتون، دختر شاغل (۱۹۸۸) ساختهٔ مایک نیکولز و ازدواج با گروه تبهکاران (۱۹۸۸) ساختهٔ جاناتان دمی هم نقش‌های اصلی و هم نقش مکمل را ایفا کرد. او برای بازی در نقش جک رایان در شکار برای اکتبر سرخ (۱۹۹۰) و گلن‌گری گلن راس توجه عموم را به خود جلب کرد. او از آن هنگام با کارگردانانی از جمله وودی آلن در آلیس (۱۹۹۰)، تقدیم به رم با عشق (۲۰۱۲) و یاسمن پژمرده (۲۰۱۳), و مارتین اسکورسیزی در هوانورد (۲۰۰۴) و رفتگان (۲۰۰۶) کار کرده‌است. نقش‌آفرینی بالدوین در درام خنک‌کننده (۲۰۰۳) برایش نامزدی دریافت جایزهٔ اسکار بهترین بازیگر نقش مکمل مرد را به همراه داشت. او صداپیشگی در فیلم‌های فیلم باب‌اسفنجی شلوارمکعبی (۲۰۰۴)، ماداگاسکار: فرار به آفریقا (۲۰۰۸)، ظهور نگهبانان (۲۰۱۲)، و بچه رئیس (۲۰۱۷) را بر عهده داشته‌است.
بالدوین از سال ۲۰۰۶ تا ۲۰۱۳ برای ایفای نقش در سیت‌کام ۳۰ راک از شبکهٔ ان‌بی‌سی مورد تحسین قرار گرفت و برایش دو جایزهٔ امی ساعات پربیننده، سه جایزهٔ گلدن گلوب و هفت جایزهٔ انجمن بازیگران فیلم دریافت کرد. او به بیشتر از هر بازیگر مردی جایزهٔ انجمن بازیگران فیلم را کسب کرده‌است. بالدوین بر روی استیج نیز فعالیت داشته‌است و در نمایش‌های اتوبوسی به نام هوس (۱۹۹۲) و مکبث (۱۹۹۸) ایفای نقش کرده‌است. او در دو قسمت از مجموعه فیلم‌های مأموریت: غیرممکن با عنوان‌های ملت یاغی (۲۰۱۵) و فال‌اوت (۲۰۱۸) ایفای نقش کرده‌است. او همچنین یکی از ستون‌نویسان روزنامهٔ هاف‌پست است.
بالدوین به دلیل بازی در نقش دونالد ترامپ در مجموعه بلند مدت پخش زنده شنبه شب، هم در بخش دوم مبارزات انتخاباتی ریاست‌جمهوری ۲۰۱۶ و هم پس از مراسم تحلیف، مورد تحسین منتقدان قرار گرفت. او در سال ۲۰۱۷ برای این نقش سومین جایزهٔ امی خود را دریافت کرد. او بار دیگر در سال‌های ۲۰۱۸ و ۲۰۲۱ نامزد دریافت این جایزه شد.

## حادثهٔ تیراندازی
در ۲۱ اکتبر ۲۰۲۱، بالدوین در هنگام فیلم‌برداری فیلم رو به انتشار راست در سانتافه، نیومکزیکو هنگام شلیک اشتباه اسلحه پر باعث کشته شدن فیلم‌بردار پروژه هالینا هاچینز و مجروح کردن کارگردان فیلم شد. بلافاصله پس از این حادثه هاچینز از طریق هلیکوپتر به بیمارستان دانشگاه نیومکزیکو در البوکرکی منتقل شد. کارگردان با آمبولانس به مرکز پزشکی منطقه‌ای کریستوس سنت وینسنت در سانتافه منتقل شد. هاچینز بعداً بر اثر جراحات وارد شده در بیمارستان جان سپرد. بالدوین مورد بازجویی قرار گرفت و بدون تشکیل پرونده آزاد شد. به گفته کلانتری شهرستان سانتافه، آن‌ها تحقیق دربارهٔ «چه نوع گلوله‌ای شلیک شده بود» و نحوه وقوع این حادثه را آغاز کرده بودند. کارگردان فیلم همان روز از بیمارستان مرخص شد.
صبح روز بعد در ۲۲ اکتبر، بالدوین توئیتی ارسال کرد و در آن «شوک و ناراحتی خود را در مورد حادثه غم‌انگیز که جان هالینا هاچینز را گرفت» بیان کرد. او همچنین به همکاری کامل خود را در جریان تحقیقات رو به پیشرفت پلیس در مورد این حادثه اشاره کرد که بعداً از سوی دفتر کلانتری تأیید شد.

## فیلم‌شناسی
فهرست برخی از فیلم‌هایی که الک بالدوین در آن‌ها به ایفای نقش پرداخته‌است:
- برای همیشه، لولو (۱۹۸۷)
- او یک بچه دارد (۱۹۸۸)
- بیتل‌جوس (۱۹۸۸)
- رادیو گفتگو (۱۹۸۸)
- گلوله‌های بزرگ آتش (۱۹۸۹)
- آلیس (۱۹۹۰)
- شکار برای اکتبر سرخ (۱۹۹۰)
- میامی بلوز (۱۹۹۰)
- مرد متأهل (۱۹۹۱)
- گلن‌گری گلن راس (۱۹۹۲)
- مقدمه یک بوسه (۱۹۹۲)
- عناد (۱۹۹۳)
- گریز (۱۹۹۴)
- سایه (۱۹۹۴)
- دو بیت (۱۹۹۵)
- ارواح میسیسیپی (۱۹۹۶)
- هیئت منصفه (۱۹۹۶)
- زندانیان بهشت (۱۹۹۶)
- لبه (۱۹۹۷)
- قلدرها (۱۹۹۸)
- طلوع مرکوری (۱۹۹۸)
- اعتراف (۱۹۹۹)
- ناتینگ هیل (۱۹۹۹)
- خارج از مشیت الهی (۱۹۹۹)
- توماس و راه‌آهن جادویی (۲۰۰۰)
- ایالتی و اصلی (۲۰۰۰)
- خانواده اشرافی تننبام (۲۰۰۱)
- فاینال فانتزی: ارواح درون (۲۰۰۱)
- گربه‌ها و سگ‌ها (۲۰۰۱)
- پرل هاربر (۲۰۰۱)
- فاینال فانتزی: ارواح درون (۲۰۰۱)
- راهی به سوی جنگ (۲۰۰۲)
- ماجراهای پلوتو نش (۲۰۰۲)
- گربه تو کلاه (۲۰۰۳)
- خنک‌کننده (۲۰۰۳)
- و سپس پولی آمد (۲۰۰۴)
- هوانورد (۲۰۰۴)
- باب‌اسفنجی شلوار مکعبی (۲۰۰۴)
- آخرین شلیک (۲۰۰۴)
- شوخی با دیک و جین (۲۰۰۵)
- الیزابت‌تاون (۲۰۰۵)
- دویدن با قیچی (۲۰۰۶)
- اولین بار مینی (۲۰۰۶)
- چوپان خوب (۲۰۰۶)
- رفتگان (۲۰۰۶)
- دختر حومه‌شهر (۲۰۰۷)
- قوانین بروکلین (۲۰۰۷)
- میانبر به خوشبختی (۲۰۰۷)
- زندگی لایم (۲۰۰۸)
- دختر بهترین دوست من (۲۰۰۸)
- ماداگاسکار: فرار به آفریقا (۲۰۰۸)
- پیچیده‌است (۲۰۰۹)
- محافظ خواهرم (۲۰۰۹)
- ساده‌لوح (۲۰۱۱)
- تقدیم به رم با عشق (۲۰۱۲)
- ظهور نگهبانان (۲۰۱۲)
- دوران راک (۲۰۱۲)
- اغواشده و رهاشده (۲۰۱۲)
- جاسمین غمگین (۲۰۱۳)
- هنوز آلیس (۲۰۱۴)
- آلوها (۲۰۱۵)
- ضربه مغزی (۲۰۱۵)
- مأموریت غیرممکن ۵ (۲۰۱۵)
- بازگشت در روز (۲۰۱۶)
- قوانین صدق نمی‌کنند (۲۰۱۶)
- آندرون (۲۰۱۶)
- نابینا (۲۰۱۶)
- پاریس می‌تواند منتظر بماند (۲۰۱۶)
- بچه رئیس (۲۰۱۷)
- زندگی خصوصی یک زن مدرن (۲۰۱۷)
- ۳۰ راک (مجموعه تلویزیونی)
- بلکککلنزمن (۲۰۱۸)
- مأموریت: غیرممکن - فال‌اوت (۲۰۱۸)
- ستاره‌ای متولد شده‌است (۲۰۱۸)
- عموم (۲۰۱۸)
- کراون ویک (۲۰۱۹)
- والدین مست (۲۰۱۹)
- بروکلین بی‌مادر (۲۰۱۹)
- عدالت شمالی: گروه تندر (۲۰۱۹)
- پیکسی (۲۰۲۰)
- دعوای دخترانه (۲۰۲۰)
- بچه رئیس: کسب‌وکار خانوادگی (۲۰۲۱)
- طوفان چرخشی (۲۰۲۳)
- ۹۷ دقیقه (۲۰۲۳)
- راست (آینده)